# 나운규
나운규(羅雲奎, 1902년 5월 4일 ~ 1937년 8월 9일)는 일제강점기의 독립운동가이자 영화인으로, 한국 영화의 선구자로 알려져 있다. 
본관은 나주(羅州)이며, 호는 춘사(春史)이다.

## 학력
- 함북 회령보통학교 졸업
- 함북 회령 신흥학교 고등과 전학
- 중화민국 본토 국민정부 시대 만주 지린 성 룽징 명동중학교 중퇴

## 생애
함경북도 회령에서 출생했다. 
회령보통학교를 졸업한 뒤 신흥학교 고등과로 진학, 1918년에는 만주 간도에 있는 명동중학에 들어갔으나, 일제의 탄압으로 학교가 폐교되는 바람에 1여 년 동안 북간도와 만주지방을 유랑했다. 
이때 독립군 단체하고 관련을 맺으면서 독립운동을 하다가 ‘청회선터널 폭파 미수 사건’의 피의자로 체포되어 청진교도소에서 1년 6개월 동안 복역하고 1923년에 출소하였다. 
이후 만주로 도피하였는데 마적단에게 첩자로 몰려 체포되어 온갖 고초를 겪다가 마적단들이 술에 취해서 잠이 든 틈을 타서 같은 조선사람의 도움으로 풀려나게 된다. 1920년에는 독립군 지도자 중 한 명인 홍범도 장군 산하의 부대에서 활동했던 것으로 알려져 있다.
1924년 연극의 단역 무대를 처음으로 밟은지도 아직 얼마 아니 되어, 같은해에 일본인이 관리하는 '조선 키네마사'에 연구생으로 입사, 윤백남 감독의 《운영전》에서 가마꾼 역(단역)으로 출연하였다. 
이후 《농중조》에 출연하며 본격적인 배우로도 명성을 떨쳤다. 
1926년에는 무성 영화 《아리랑》을 제작함으로써 대한민국 영화계의 선구자로 강행군을 하였다. 
이 작품은 나운규 자신이 각본을 쓰고 감독과 주연까지 겸하여 뛰어난 재능을 발휘하였다.
종로 단성사에서 상영한 이 작품은 한국 영화계에 큰 획을 그었다. 
이후 영화계의 중심이 되어 많은 작품을 내고, 한국 영화계에서 새로운 개혁을 시도했다. 
작품으로 《금붕어》, 《들쥐》, 《벙어리 삼룡》, 《오몽녀》, 《임자 없는 나룻배》 등이 있다.
안타깝게도 그가 제작한 영화 필름들은 대일본제국을 조롱했다는 사유로 일본 순사들에 의해 모두 강제 소각, 폐기 조치되고 말았다. 
그 이후로 관객들도 나운규의 영화를 더 이상 보지 않게 되면서 나운규는 연일 계속 이어지는 흥행 실패에다 관객 감소로 자포자기 심정의 나날을 보내야만 했다. 
자신이 설립한 "나운규 프로덕션"도 결국 오래 가지 못했다.
게다가 설상가상으로 일본 순사들하고 총독부의 감시망까지 강화되면서, 당시 한창 청춘이었던 나운규에게는 그야말로 엎친 데 덮친 격이었다.
1937년 8월 9일, 안타깝게도 36세라는 한창 젊은 나이에 폐결핵으로 요절하고 말았다. 
그의 차남 나봉한도 역시 아버지의 뒤를 이어 감독으로 활동한 바가 있다.
1993년 8월 대한민국 정부는 동갑내기 영화인 윤봉춘과 함께 건국훈장 애국장을 추서하였다.

## 가족 관계
- 아버지 : 나형권(羅衡權)
  - 둘째형 : 나시규(羅始奎)
  - 부인 : 조정옥(趙貞玉) (1898~1968)
    - 장남 : 나종익(羅鍾益)
    - 딸 : 나신자(羅信慈)
    - 차남 : 나봉한(羅奉漢) - 연극배우, 영화감독

## 주요 작품

### 감독 작품
- 《아리랑》(1926년)
  - 《철인도》(鐵人都, 1930년) - 《아리랑》 후편
  - 《오몽녀》(五夢女, 1936년) - 《아리랑》 3편(유성영화)[3]
- 《풍운아》(風雲兒, 1926년)
- 《옥녀》(玉女, 1928년)
- 《벙어리 삼룡이》(1929년)
- 《개화당 이문》(開化黨 異聞, 1932년)
- 《칠번통 소사건》(七番通 小事件, 1934년)
- 《무화과》(無花果, 1935년)

### 출연 작품
- 《아리랑》(1926년) - 원작, 감독, 주연
- 《임자 없는 나룻배》(1932년)
- 《심청전》- 주연
- 《개척자》- 주연
- 《장한몽(長恨夢)》- 주연

## 나운규가 등장한 작품
- 1991년 MBC 《춘사 나운규》 - 이덕화[4]

## 상훈
- 1993년 대한민국 건국훈장 애국장